# Kotlasův Dvůr

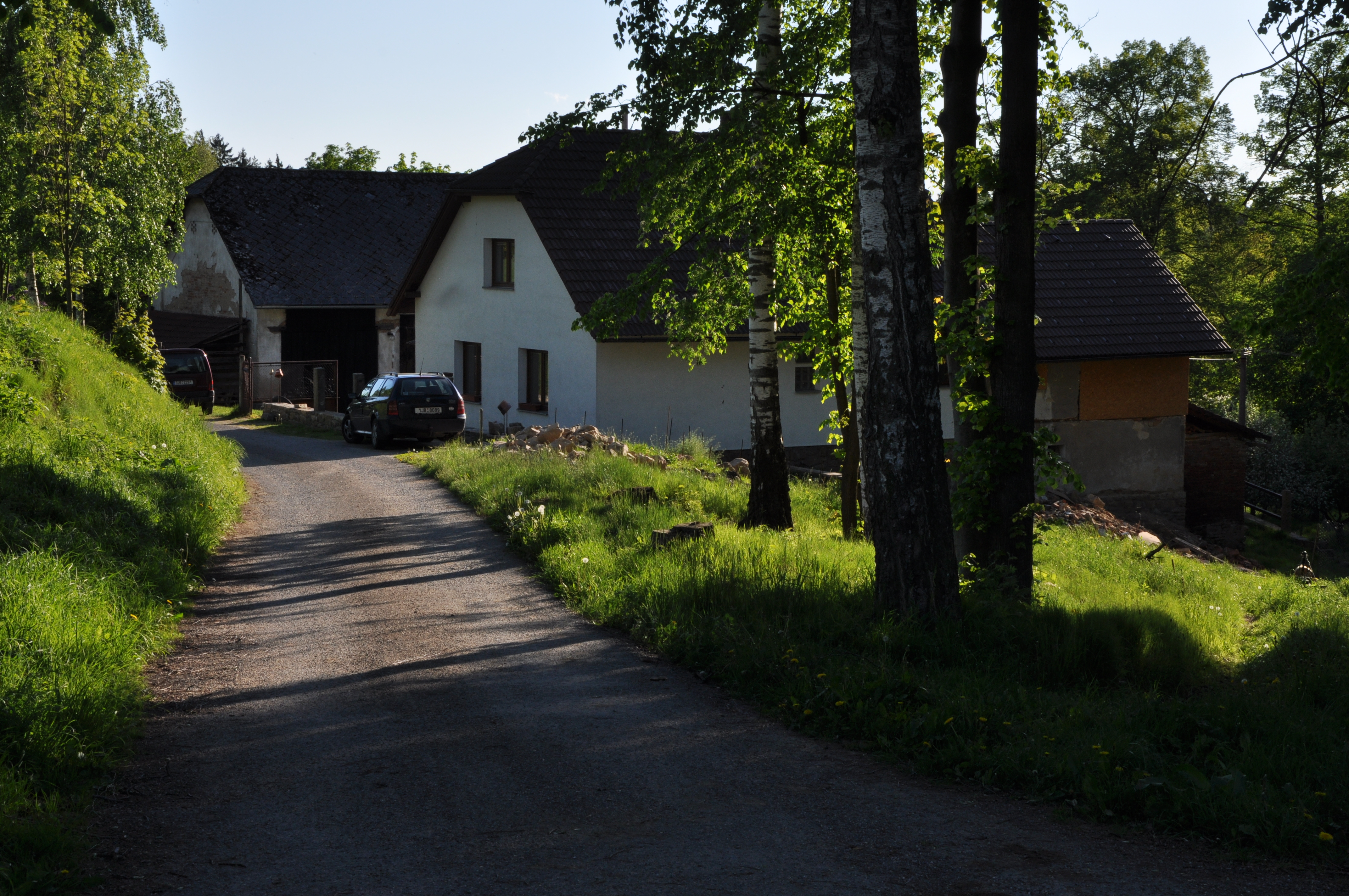
Fahrweg nach Kotlasův Dvůr

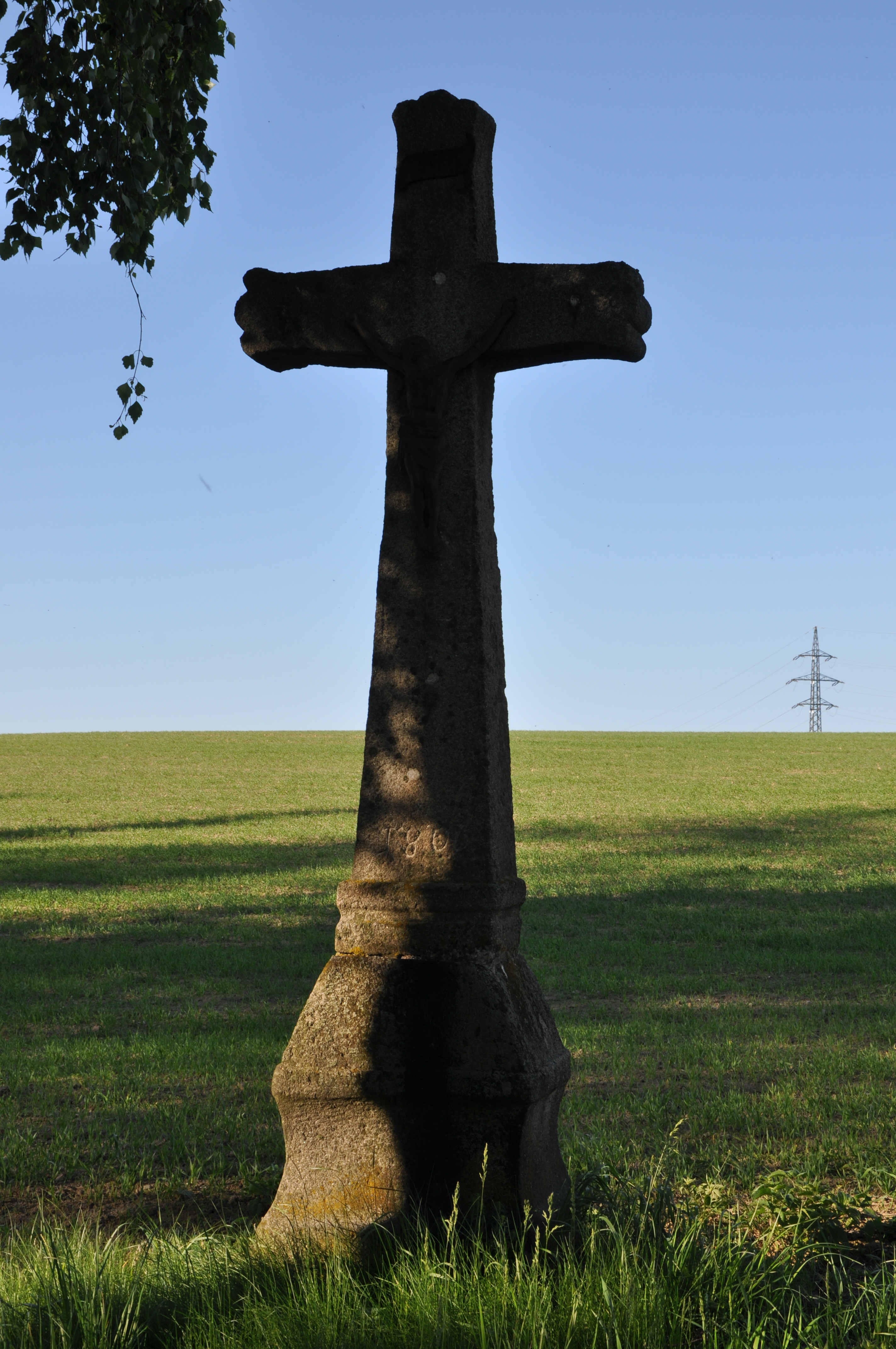
Flurkreuz

Kotlasův Dvůr (deutsch Kotlashof) ist eine zum Ortsteil Rozňák der Gemeinde Knyk gehörige Ansiedlung in Tschechien. Sie liegt drei Kilometer nördlich des Stadtzentrums von Havlíčkův Brod und gehört zum Okres Havlíčkův Brod.

## Geographie
Kotlasův Dvůr befindet sich am Hang linksseitig über dem Bach Rozkošský potok in der Hornosázavská pahorkatina (Hügelland an der oberen Sázava). Östlich verläuft die Staatsstraße I/38 zwischen Havlíčkův Brod und Habry. Nordwestlich liegt der Teich Drátovec II, südlich der Drátovec I. Gegen Südosten befindet sich der jüdische Typhusfriedhof. Nordöstlich erheben sich der Kopec (535 m n.m.) und die Švendovka (524 m n.m.). 
Nachbarorte sind Pelestrov und Rozňák im Norden, Český Dvůr und Vlkovsko im Osten, Občiny, Vršovice und Sídliště Výšina im Südosten, Drátovna, Letná, Rozkoš und Perknov im Süden, Klanečná, Černý Les, Horní Chlístov und Dolní Chlístov im Südwesten, Veselý Žďár im Westen sowie Pelestrov, Lučice und Chlum im Nordwesten.

## Geschichte
Nach der Gründung der Stadt Brod Smilonis wurde in der Mitte des 13. Jahrhunderts in deren Weichbild in ein bis zwei Kilometern Entfernung ein Gürtel von landwirtschaftlichen Einzelhöfen der Broder Bürger angelegt. Die Bewirtschaftung der Höfe erfolgte nicht durch die Bürger selbst, sondern durch freie Erbpächter, die dafür einen festen Schoss zahlten. Die Höfler  waren anfänglich ganz freie Bauern und wurden im 14. Jahrhundert unter Befreiung von fast allen Verpflichtungen der Grundobrigkeit untertänig. Im Gegensatz zu den böhmischen Freihöfen waren die Höfler nicht landtäflig belehnt, sie standen mit den Eigentümern in einem erblichen emphyteutischen Verhältnis. Die Rechtsstellung der Höfler ist vergleichbar mit den Künischen Freibauern, nirgends sonst im Königreich Böhmen lagen die Freihöfe in einer solchen Dichte wie um Brod Smilonis. Es wird angenommen, dass die in Sichtweite der Bergstadt befindlichen Höfe zugleich auch deren Schutz und zur Warnung vor herannahenden feindlichen Truppen dienten. Die Höfe Pelestrov, Rožnak und Kotlasovy dvory lagen an der Straße nach Čáslav.
Nachdem die Stadt Deutschbrod 1422 von den Hussiten unter Jan Žižka erobert und zerstört worden war, bemächtigte sich Nikolaus Trčka von Lípa der Stadtgüter und schlug sie seiner Burg Lipnitz zu. Nach der Wiederbesiedlung von Deutschbrod mit tschechischer Bevölkerung erhielt die Stadt mit den Kotlasovy dvory, Primátorský dvůr und Obecní dvůr nur einen geringen Teil der Höfler zurück. In der Seelenliste von 1651 sind für die Kotlasovy dvory zwei Bauernfamilien mit 15 Personen aufgeführt. 1787 standen in Gottlaßhöfe drei Häuser.
Im Jahre 1840 bestanden die im Caslauer Kreis gelegenen und nach Perknau konskribierten Kotlas-Höfe aus vier Bauernhöfen. Gepfarrt waren sie zur Teutschbroder Dechanteikirche. Bis zur Mitte des 19. Jahrhunderts blieben die Kotlas-Höfe der königlichen Stadt Teutschbrod untertänig.
Nach der Aufhebung der Patrimonialherrschaften bildete Kotlasov ab 1849 einen Ortsteil der Gemeinde Perknov im Gerichtsbezirk Deutschbrod. Ab 1868 gehörte die Ansiedlung zum Bezirk Deutschbrod. Seit 1924 wird Kotlasův Dvůr als amtlicher Ortsname verwendet. Nach dem Zweiten Weltkrieg wurde Kotlasův Dvůr von Perknov nach Knyk umgemeindet und dem Ortsteil Rozňák zugeordnet. Am 30. April 1976 erfolgte die Zwangseingemeindung von Knyk mit seinen Ortsteilen nach Havlíčkův Brod. Seit dem 24. November 1990 besteht die Gemeinde Knyk wieder. Kotlasův Dvůr besteht heute aus zwei Vierseit- und einem Dreiseithof.

## Ortsgliederung
Kotlasův Dvůr gehört zur Grundsiedlungseinheit Rozňák und ist Teil des Katastralbezirkes Knyk.

## Sehenswürdigkeiten
- Steinernes Flurkreuz